# Melanotis
Melanotis is een geslacht van zangvogels uit de familie spotlijsters (Mimidae).

## Soorten
Het geslacht kent de volgende soorten:
- Melanotis caerulescens – Blauwe spotlijster
- Melanotis hypoleucus – Blauw-witte spotlijster